# Escritório de samba-enredo
No Carnaval do Brasil, chama-se escritório, condomínio ou firma de samba enredo uma associação entre sambistas com objetivo de formar grupos que vençam concursos de samba internos de diversas escolas de samba. Diferentemente de uma parceria, onde diversas pessoas se reúnem com o objetivo de compor uma canção, o escritório é formado muitas vezes não somente por compositores, mas também por intérpretes e financiadores, sendo estes últimos responsáveis por investir dinheiro em um samba concorrente.
Em caso de vitória, a premiação a que o samba tem direito é rateada pelos membros do escritório, que podem estar assinando o samba, como compositores membros de uma parceria, ou podem indicar laranjas para assinar em seu lugar.
Fenômeno iniciado na cidade do Rio de Janeiro a partir da década de 2000, o escritório de samba ainda é pouco estudado a fundo. Apesar de largamente descrito como fenômeno em si, existem poucas comprovações sobre qual compositor pertence a qual escritório, ou mesmo se costumam ser membros fixos de determinado escritório, ano a ano.
Por vezes também o conceito é usado para definir simples parcerias onde um ou dois compõem, e o resto banca o samba, embora essa não seja a definição mais utilizada.

## Funcionamento
As ligas de carnaval geralmente proíbem que um mesmo compositor assine sambas para mais de uma escola, no mesmo ano, caso ambas estejam disputando uma contra a outra. Assim, na capital fluminense, um compositor só pode assinar em determinado ano um máximo de seis sambas, um para uma escola de samba de cada divisão ("grupo").
Os escritórios funcionam, portanto, como uma forma de burlar esse sistema, pois determinado compositor (ou grupo de compositores) famoso se associa a um grupo de "empresários", por vezes indicando alguns "laranjas". O mesmo grupo de compositores compõe sambas para várias escolas, os sambas são gravados geralmente no mesmo estúdio, pelo mesmo intérprete ou grupo de intérpretes, e o rateio da premiação, em caso de vitória, é previamente combinado. Da mesma forma, combina-se previamente quem vai assinar o samba concorrente em determinada escola, sendo que a maior parte da premiação quase sempre cabe a quem injetou dinheiro e a quem compôs de fato a maior parte do samba.
Um dos motivos que explicam a proliferação de escritórios é o alto gasto que as disputas de samba enredo geram.. Em fins da década de 2000, para concorrer numa disputa interna de uma escola de samba, um compositor geralmente tem que arcar com: taxa de inscrição do samba, que pode variar entre R4 10,00 a R$ 100,00; gravação do samba, sendo que os estúdios por hora cobram na faixa de R$ 40,00; pagamento a intérpretes e cavaquinistas, sendo que um intérprete geralmente cobra entre R$ 100,00 e R$ 700,oo por apresentação; confecção de "alegorias", que podem ser camisas, bandeiras, cartazes e demais apetrechos, e efeitos especiais como fumaça ou papel picado, para serem utilizados durante a apresentação do samba pela torcida; e por fim, o custo da própria torcida
Geralmente, torcedores de samba enredo são fãs de samba que conhecem determinado compositor, e geralmente não cobram para ir torcer, mas muitos compositores (ou escritórios), de forma a estimular a maior presença, por vezes alugam ônibus para levar torcedores à quadra da escola e ainda pagam toda a consumação dos integrantes da torcida.

## Controvérsias
Muitos compositores negam ser membros de escritórios, pois a prática, apesar de não ser proibida, é criticada por alguns comentaristas como responsável por safras de sambas cada vez mais parecidas.
O compositor Aluizio Machado define o samba de escritório como "um samba comercial, que tem que ter refrão de apelo" e que "as pessoas esquecem depois do Carnaval".